# یواس‌اس کامت (۱۸۱۰)
یواس‌اس کامت (۱۸۱۰) (به انگلیسی: USS Comet (1810)) یک کشتی است. این کشتی در سال ۱۸۱۰ ساخته شد.